# Pierre Langerock
Pour les articles homonymes, voir Langerock.
Pierre François Clément Isidore Langerock (né à Gand, le 19 septembre 1859 ; mort à Louvain, le 14 septembre 1923) est un architecte belge. Ses réalisations appartiennent principalement au style néogothique. Il a également entrepris de nombreuses restaurations.

## Biographie
Fils de l'architecte gantois Isidoor-Alexander Langerock (1828-1907), Pierre Langerock est diplômé de l'école Saint-Luc de Gand en 1881. Il se rend ensuite à Louvain pour travailler dans le cabinet d'architectes de Joris Helleputte. En 1885, il épouse Marie-Louise Emérence Van Pee (1864-1935). De cette union naitront sept enfants.
En collaboration avec son cousin Alphonse Van Houcke, Langerock publie une série de planches consacrées aux monuments belges, intitulées Anciennes constructions en Flandre (en néerlandais, Oude Bouwwerken in Vlaanderen). Les volumes parus en 1881 et 1882 sont l'œuvre des deux jeunes architectes. Plus tard, Langerock publiera, seul, deux autres volumes en 1887 et 1888. Au total, cette collection contient 240 planches et plusieurs pages de texte.
Lorsque Helleputte devient trop occupé par ses activités politiques et universitaires, en 1889, il divise sa clientèle entre ses proches collaborateurs, donnant à Langerock la possibilité de créer son propre bureau d'architecture. Ce dernier conçoit une grande variété de bâtiments : des maisons bourgeoises et des châteaux, une gare, des maisons communales, un bureau de poste, une grange, une école, des églises et des chapelles. En outre, il réalise également des services publics et, en tant qu'architecte d'intérieur, des ensembles d'éléments décoratifs et de meubles.
Langerock est également actif dans la protection du patrimoine et a effectué de nombreuses restaurations. Il devient membre correspondant de la Commission royale des monuments du Brabant. Vers 1909, il devient également membre de la Guilde de Saint-Joseph et de la Guilde de Saint-Thomas et de Saint-Luc (en).
Son éducation à l'école Saint-Luc et auprès de Helleputte font de lui un adepte convaincu de la Renaissance gothique, plus précisément de la variante brabançonne de ce style. En tant que restaurateur, il applique le principe de l'unité dans le style. Ses projets de restauration bien connus sont le palais du Grand Conseil de Malines et l'hôtel de ville de Louvain.
Formé à l'école Saint-Luc avant 1890, il appartient à la deuxième génération d'architectes de cet établissement. Dans leurs conceptions, ils combinent des éléments modernes (nouveaux matériaux, méthodes de production et techniques de construction) avec le langage formel néogothique historique. Pour le « nouveau château (nl) » néogothique de Westerlo, Langerock conçoit une charpente entièrement métallique.
Pendant la Première Guerre mondiale, Langerock s'enfuit à La Haye et ouvre un magasin de meubles appelé « La Belgica ». De retour en Belgique, il peut s'engager pleinement dans la reconstruction du pays. À sa mort en 1923, ses fils Julien (1886-1926) et Arthur (1895-1952) reprennent son cabinet d'architectes. Langerock est enterré dans le caveau familial au cimetière de l'abbaye de Parc à Heverlee.

## Projets réalisés

### Restaurations
- Église de Saint-Pierre-en-Chaînes (nl) de Wintershoven (1887-1893), vaste restauration entamée par Helleputte et reprise par Langerock.
- Collégiale Sainte-Walburge d'Audenarde (1889-1912 et 1919-1922) : 
  - Première campagne : remplacement des matériaux, enduit et rénovation en « style gothique » de l'intérieur, remplacement des traces de fenêtres par des vitraux néogothiques de Gustave Ladon, peinture de L. Bressers (1909-1911) et renouvellement de la pièce des meubles de style néogothique, y compris le maitre-autel et les autels latéraux et les portails, transfert de Van den Gheynbeiaard.
  - Deuxième campagne : réparation des dommages de guerre à la tour et à la section du chœur oriental, de nouveau des vitraux de Gustave Ladon (1922).
- Collégiale Saint-Pierre de Louvain (1890-1914), restauration du chœur.
- Église Saint-Lambert de Westerlo, restauration en profondeur (1890-1904).
- Hôtel de ville de Grammont (1891-1896), rénovation néogothique.
- Église Saint-Quentin de Louvain (1895-1914), restauration par phases.
- Hôtel de ville de Binche (1896-1999).
- Collégiale Saint-Ursmer de Binche.
- Église Notre-Dame de Bonne-Espérance de Vilvorde (1898-1914) : restauration de l'extérieur, rénovation des portails (1911) et l'ajout d'entrelacs néogothiques et d'un grenier polyvalent avec des pinacles analogues à la balustrade qui a été conservée sur la chapelle Saints-Antoine-et-Corneille, portail en fer autour de l'église (1912), également conçu par Langerock à partir de 1911.
- Hôtel de ville et halle aux draps d'Audenarde (1898-1902), restauration, y compris l'extérieur de la tour.

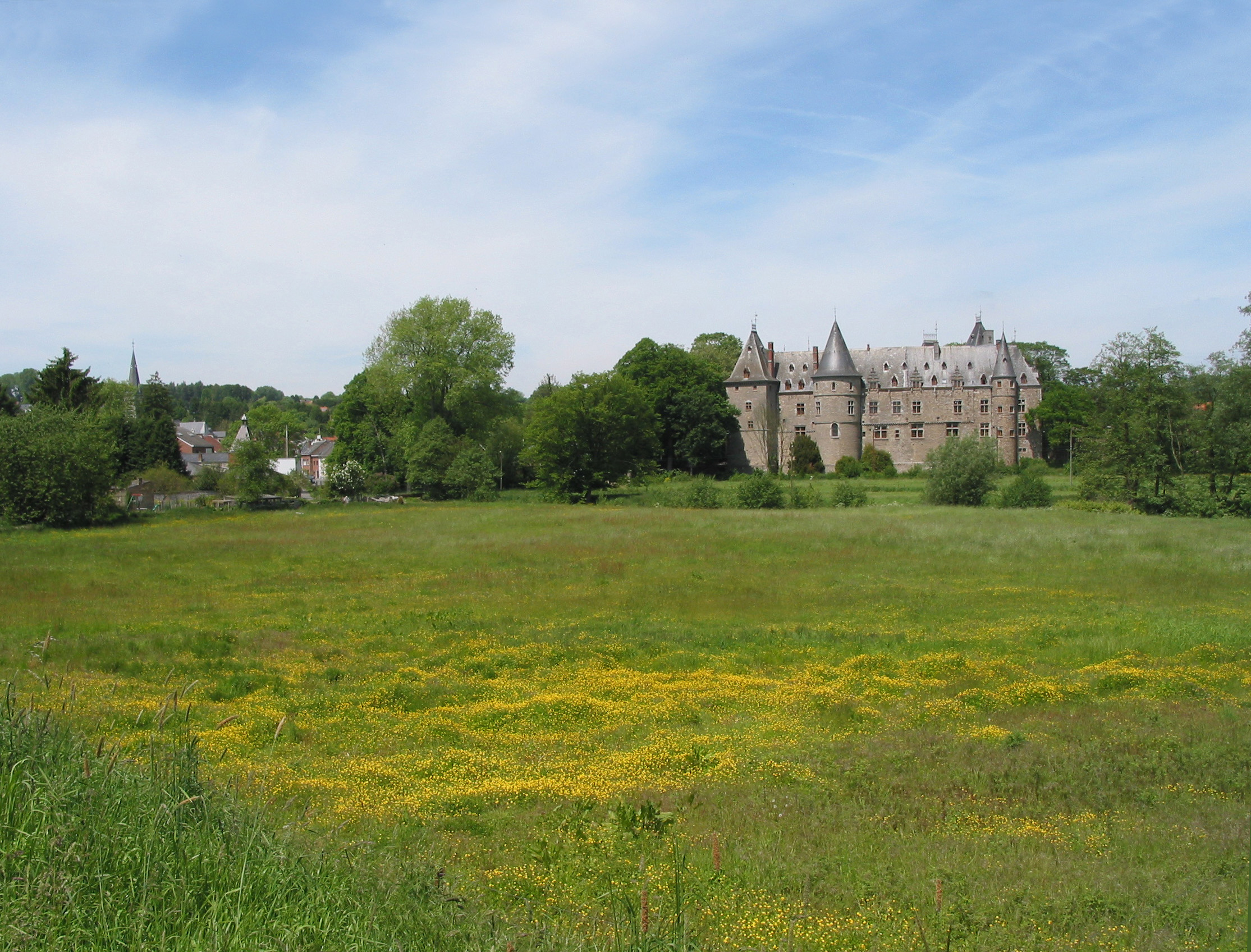
Château d'Ham-sur-Heure

- Château de Mérode d'Ham-sur-Heure, (1898-1910), restauration.
- Château de Leefdaal (fin du XIXe siècle), renforcement de l'édifice.
- Église Notre-Dame de Diest (1898-1899), restauration.
- Hôtel de ville de Louvain (1900-1914), restauration.

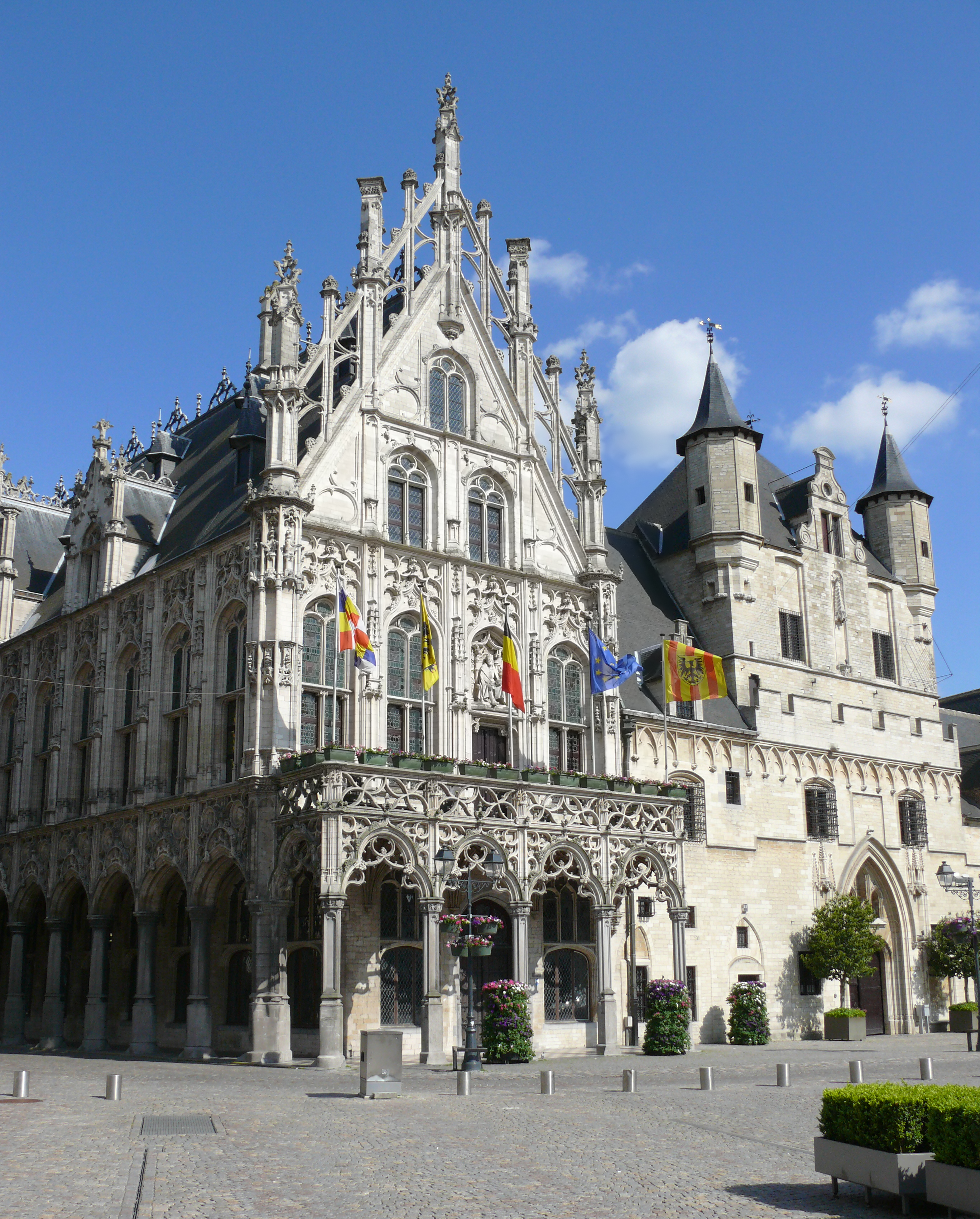
Palais du Grand Conseil de Malines

- Palais du Grand Conseil de Malines, aile donnant sur la Befferstraat (1900-1911), restaurée et terminée en style néogothique.
- Hôtel de ville de Looz (1905), hôtel de ville du XVIIe siècle, restauration et réaménagement du rez-de-chaussée, y compris le mobilier et la peinture.
- Domaine du château Het Prinsenhof de Grimbergen (1907), travaux de restauration.
- Église Saint-Amand de Geel (1909-1913), église de 1490-1532, restaurée plusieurs fois.
- Église Saint-Amor de Kortenaken (1908), restauration approfondie.
- Château de Laerne (1911-1914), restauration.
- Béguinage de Looz (1912), restauration de l'ancienne chapelle.
- Château de Hovorst à Viersel (1913-1914), ancien château, entièrement rénové dans le style Empire en 1802 et reconstruit par Langerock dans le style néo-Renaissance.

### Nouvelles constructions
- Système d'écluse appelé « Trammetje » à Westerlo (1874).
- Hospice à Westerlo (1883).
- Maison communale de Desteldonk (1884).
- Église Saint-Lambert de Westerlo (1890-1904), construction d'une sacristie, d'une chapelle privée pour la comtesse Jeanne de Merode et d'une chapelle funéraire pour la famille de Merode.
- Maisons ouvrières à Louvain, Capucijnenvoer 81 (1891).
- Église Saint-Charles-Borromée de Westerlo.
- Presbytère à Westerlo (1896), maison jumelée indépendante de trois baies et deux étages
- Abbaye du Mont-César à Louvain, concept général (1895-1897), aile nord (1897-1899), aile est (1902), aile sud (1908).

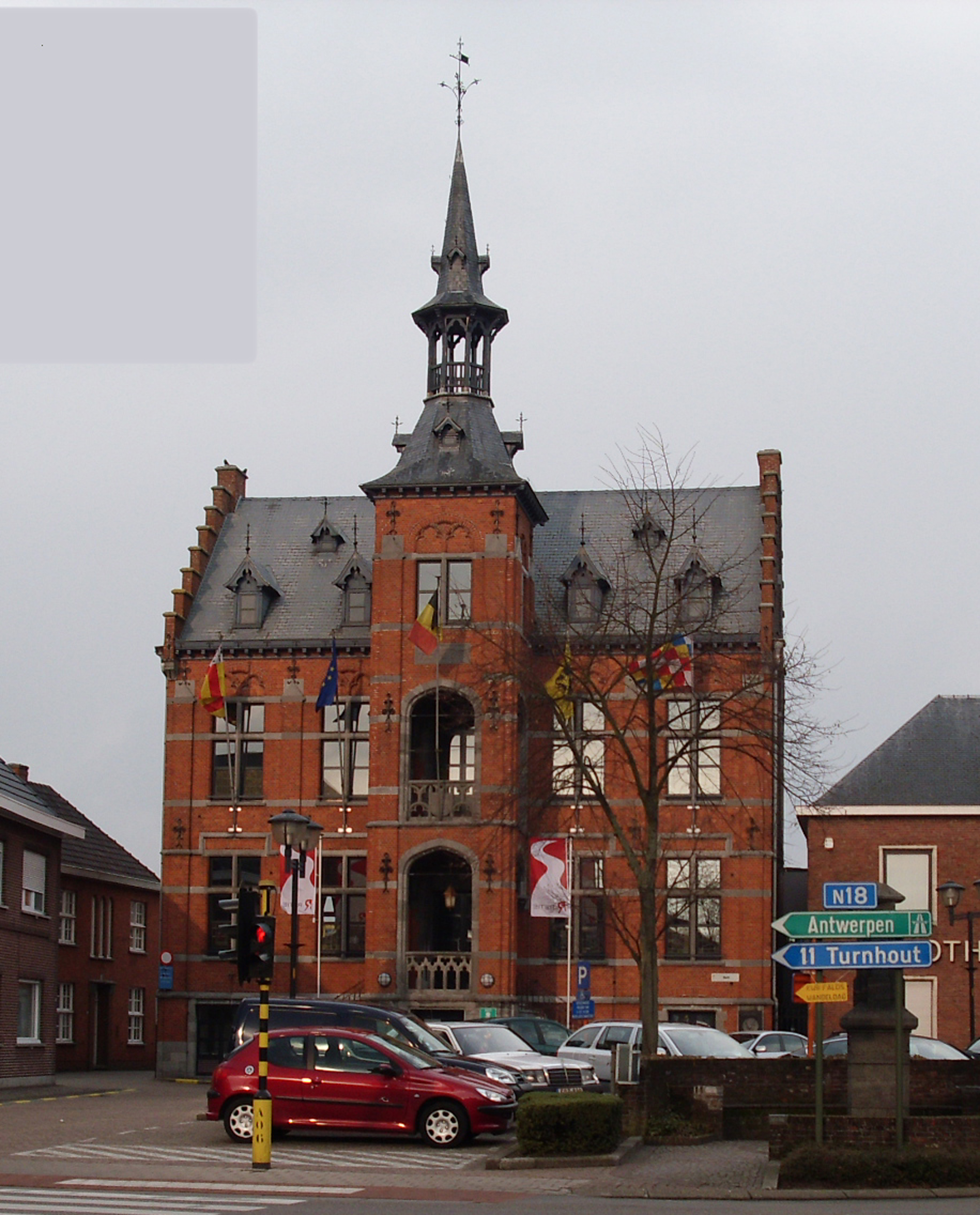
Maison communale de Réthy.

- Maison communale de Réthy (1897-1898).
- Château de Westerlo (nl) (fin du XIXe siècle), réparations.
- Maison de notaire sur la grand-place de Herentals (1900), maison double, façade à ossature néotraditionnelle, six baies, deux étages.
- Église Sainte-Agathe de Wilsele-Putkapel.
- Église Saint-Pierre, à Rhode-Saint-Pierre.
- Chapelle Saint-Hubert, à Tenneville (1904).

- Gare de Binche (1905-1910).

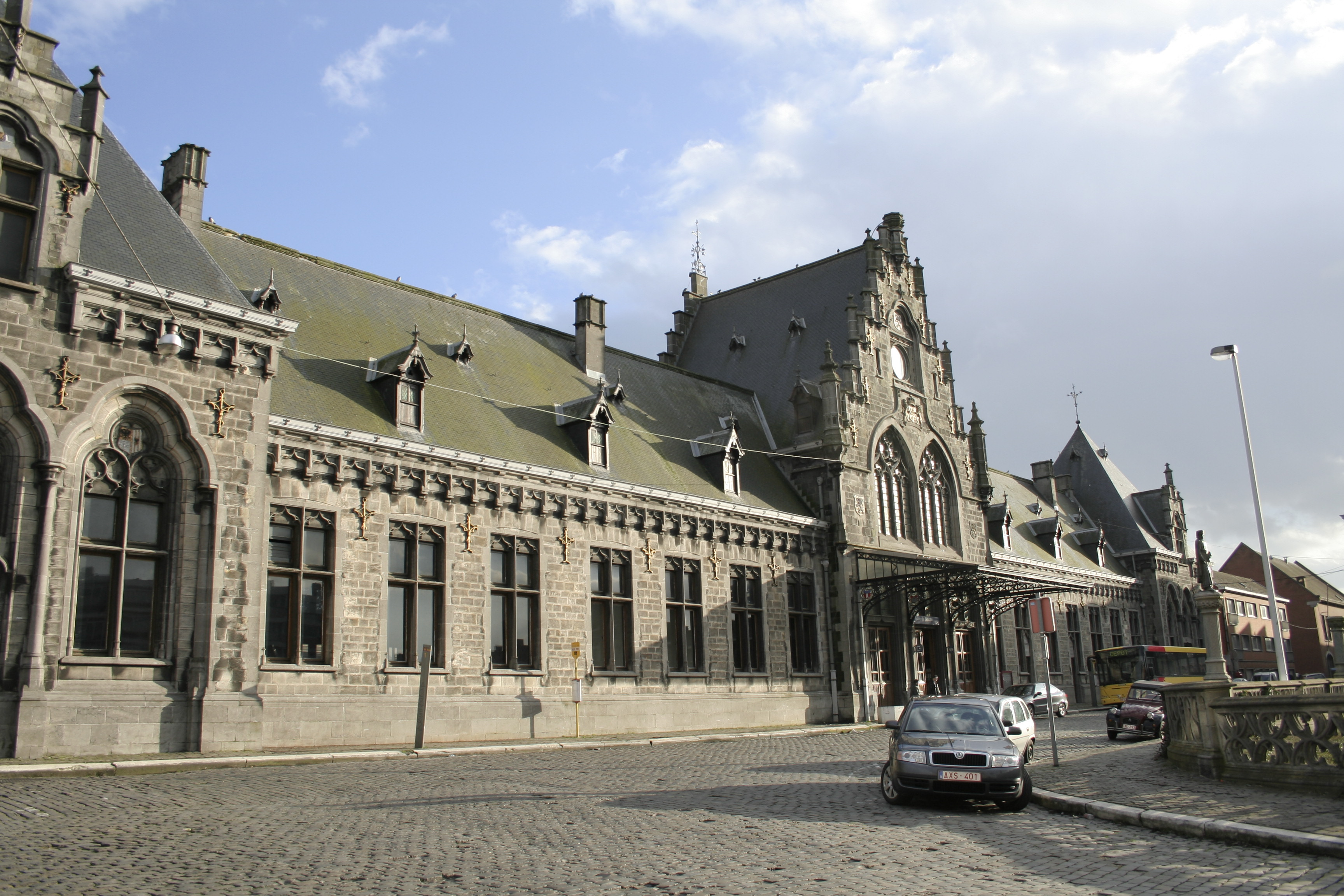
Gare de chemin de fer, à Binche

- Maison à Louvain, Wagenweg, 19 (1906), en brique jaune avec briques vernissées brunes et pierre bleue, un sous-sol et trois étages sous un toit à pignon.
- Bâtiment des Postes de Courtrai, bombardé le 21 juillet 1944 et démoli en 1955.
- Château de Réthy, avec haras et résidence officielle (1906-1908).
- Nouveau château ou château de Jeanne de Merode (aujourd'hui maison communale) de Westerlo (1909-1911).
- Église Saint-Hubert de Boitsfort (nl) (1909-1937).
- Institut Paridaens, Louvain (1909), ajoutant les deux dernières travées, la travée d'angle et la galerie extérieure, au bâtiment scolaire du XIXe siècle.
- Béguinage, chapelle néogothique et autel à Looz (1909-1912).
- Abbaye de Tongerlo, aile orientale avec réfectoire, cloîtres et façade de jardin (1911).
- Centre paroissial de Westerlo (1914-1922), appelé salle de Merode.
- Monastère et école à Westerlo (1914-1922).
- Église Notre-Dame (nl) de Cortenbergh (1914-1922).

## Projets non réalisés

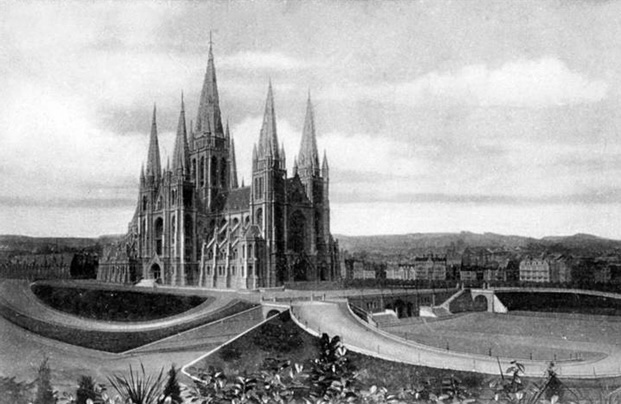
Projet néogothique de la basilique de Koekelberg.

- Basilique nationale du Sacré-Cœur de Koekelberg. Le roi Léopold II en confie la conception à Langerock et pose la première pierre en 1905. À la mort du roi (1909) et à la suite du déclenchement de la guerre (1914), seules les fondations sont terminées et les travaux arrêtés. Après la Première Guerre mondiale, une solution plus modeste et moins coûteuse est recherchée et les fondations du projet de Langerock sont utilisées dans la construction de la nouvelle conception.
- Église Saint-Trudon de Grote-Brogel, la conception de la restauration de l'église existante, qui est démolie en 1896, échoue.

## Distinction
- Chevalier de l'ordre de Léopold (19 mars 1903)[2].